# アーネスト・ヒリアード
アーネスト・ヒリアード (Ernest Hilliard, 1890年1月31日 - 1947年9月3日)は、アメリカ合衆国の映画俳優である。1921年から1947年の間に、98本の映画に出演した。
ニューヨーク生まれ。カリフォルニア州、サンタモニカにて、心筋梗塞のため死去。

## 主な出演作
- Silver Wings (1922)
- Galloping Hoofs (1924)
- The Frontier Trail (1926)
- Let It Rain (1927)
- 陽気な踊子 The Matinee Idol (1928)
- The Awful Truth (1928)
- 沿岸警備隊 Sea Spoilers (1936)